# (636) Erika
Pour les articles homonymes, voir Erika.
(636) Erika est un astéroïde de la ceinture principale découvert le 8 février 1907 par l'astronome américain Joel Metcalf à Taunton dans le Massachusetts. Sa désignation provisoire était 1907 XP.
L'origine de son appellation est inconnue.